# Chahains
Chahains ist eine Gemeinde im französischen Département Orne in der Normandie. Sie gehört zum Arrondissement Alençon und zum Kanton Magny-le-Désert. Nachbargemeinden sind Carrouges im Nordwesten, Saint-Sauveur-de-Carrouges im Nordosten, La Lande-de-Goult im Osten, Rouperroux im Südosten, Saint-Ellier-les-Bois im Süden und Saint-Martin-des-Landes im Südwesten.

## Bevölkerungsentwicklung
| Jahr                       | 1962 | 1968 | 1975 | 1982 | 1990 | 1999 | 2008 | 2015 | 2021 |
| -------------------------- | ---- | ---- | ---- | ---- | ---- | ---- | ---- | ---- | ---- |
| Einwohner                  | 115  | 102  | 81   | 93   | 90   | 90   | 100  | 92   | 84   |
| Quellen: Cassini und INSEE |      |      |      |      |      |      |      |      |      |